# Once More
| Recensione | Giudizio |
| ---------- | -------- |
| AllMusic   |          |

Once More è il settimo album in studio del gruppo musicale britannico Spandau Ballet, pubblicato il 19 ottobre 2009 dalla Mercury Records.
Il disco segna la riunione del gruppo dopo 20 anni di silenzio dalle scene musicali, che ha fatto seguito alla messa in commercio dell'album Heart Like a Sky del 1989.

## Descrizione
L'album è composto da undici canzoni che comprendono i successi del gruppo riarrangiati in chiave semi-acustica, più due inediti registrati in studio: Once More e Love Is All.

## Tracce
Testi e musiche di Gary Kemp, eccetto dove indicato.
1. Once More – 4:06 (Kemp, Steve Norman) – inedito
2. To Cut a Long Story Short – 3:50
3. Gold – 4:17
4. True – 5:45
5. Chant No 1 – 3:33
6. I'll Fly for You – 5:22
7. Only When You Leave – 5:08
8. Through the Barricades – 4:47
9. She Loved Like Diamond – 3:24
10. Communication – 3:15
11. Lifeline – 4:06
12. With the Pride – 3:25
13. Love Is All – 4:05 (Tony Hadley) – inedito

## Formazione
- Tony Hadley – voce
- Gary Kemp – chitarra, cori
- Steve Norman – sassofono, chitarra, percussioni
- Martin Kemp – basso
- John Keeble – batteria, cori